# Bertil Bredberg
Axel Gustaf Bertil Bredberg, född 28 augusti 1909 i Falköping, Skaraborgs län, död 1 januari 2000 i Falkenberg, Hallands län, var en svensk militär.

## Biografi
Bredberg blev officer i Armén 1931. Han befordrades till kapten 1940, till major 1949, till överstelöjtnant 1954 och till överste 1958.
Åren 1940–1941 var han detachementschef för Karlsborgs luftvärnsartilleriregemente detachement i Sundsvall och 1941–1942 för Östgöta luftvärnsartilleriregemente detachement i Sundsvall. År 1943 tjänstgjorde han vid Generalstaben. Åren 1944–1947 tjänstgjorde han som lärare vid AIHS. Åren 1947–1951 tjänstgjorde han vid Göteborgs luftvärnskår och 1951–1954 var han stabschef vid Luftvärnsinspektionen. Åren 1954–1958 tjänstgjorde han vid Östgöta luftvärnsregemente, 1958–1968 var han regementschef för Sundsvalls luftvärnsregemente och 1968–1969 tjänstgjorde han vid Västra militärområdesstaben.
Bertil Bredberg var son till generallöjtnant Axel Bredberg och Sigrid Bredberg, född Sundling. Bertil Bredberg gifte sig 1935 med Kersti Stenberg.

## Utmärkelser
- Kommendör av första klass av Svärdsorden, 6 juni 1966.[2]